# Hadrijanova vrata
Hadrijanova vrata ali Üçkapılar ("Trojna vrata" v turščini) je slavolok v Antalyi v Turčiji, ki je bil zgrajen v imenu rimskega cesarja Hadrijana, ki je leta 130 obiskal mesto . To so edina preostala vhodna vrata v obzidju, ki je obkrožalo mesto in pristanišče.
Vrata je leta 1817 odkril irsko-britanski hidrograf, kontraadmiral Sir Francis Beaufort .

## Opis
Hadrijanova vrata so sestavljena iz vrste stebrov na obeh straneh fasad, treh vstopnih lokov, ki se dvigujejo nad štirimi slopi in dveh stolpov, ki stojita na obeh straneh slavoloka. Visok je 8 metrov. Južni stolp, znan kot Julia Sancta, je iz rimske dobe, vendar je bil verjetno zgrajen neodvisno od vrat . Spodnji del severnega stolpa je iz rimskih časov, zgornji del pa je bil obnovljen v prvi polovici 13. stoletja, ko je vladal Kejkubad I. (turško I. Alâeddin Keykûbad) iz rodbine Seldžukov  in vsebuje napis v arabskem jeziku. 
Veljajo za najlepša pamfilijska vrata. Zgornji del ima tri odprtine v obliki kupole in je, razen stebrov (iz granita), zgrajen v celoti iz belega marmorja. Stropi obokov so okrašeni s cvetnimi in rozetnimi reliefi . Okras je zelo presenetljiv. Prvotna vrata so bila zgrajena v dveh nadstropjih, čeprav je malo znano o zgornjem; domneva se, da je imel kipe cesarja in njegove družine . Ogredje na vrhu vrat se razteza na obe strani v višino 1,28 m. Vsebuje friz, okrašen s cvetnimi motivi in na konzolah z levjimi glavami.
Nekdaj so mestno obzidje zapirali zunaj vrat in se niso uporabljala že vrsto let. To je morda razlog, zakaj niso bila oškodovana in so bila razkrita, ko je obzidje propadlo v 1950-ih. Vrata so bila obnovljena leta 1959. Tlak je bil odstranjen, da bi razkril original iz rimskega obdobja, ki ga lahko vidimo skozi prozorno talno oblogo med sprehodom pod glavnim lokom. Obiskovalci vrat lahko pogledajo navzdol in vidijo neverjetno globoke žlebove, kjer so tlak obrabili številni vozovi, ki so vozili v in izven mesta.
Ko so vrata odkrili in obnovili, je bilo ob vznožju le-teh ugotovljeno ducat bronastih črk. Te črke so bile del napisov, ki so častili Hadrijana. Od leta 2017 so črke razdeljene med različne muzeje in zasebne zbirke po vsem svetu. Na Dunaju je devet črk, dve sta v Berlinu, v Angliji pa jih je  več, v britanskem muzeju v Londonu in muzeju Ashmolean v Oxfordu . Menijo, da bi manjkajoče drugo nadstropje imelo tudi napis.

## Legende
Po lokalni legendi naj bi sultanka Belkis, sabska kraljica, hodila skozi ta vrata in uživala vesel dan v palači v Aspendosu na poti na obisk h kralju Solomonu. Če bi to storila, bi morala iti skozi predhodno različico Hadrijanovih vrat, saj sta s Salomonom živela približno tisoč let pred Hadrijanom.